# Marcelo Rebolledo
Marcelo Alejandro Rebolledo Leiva (22 de octubre de 1971) es un exjugador chileno de tenis. En su carrera ganó un títulos challenger en dobles, donde consiguió ser 207.º del mundo. Defendiendo a Chile por Copa Davis, no jugó individuales y en dobles tuvo un registro de 0-3.

## Títulos (1)

### Individuales (0)
| Leyenda                |
| Grand Slam (0)         |
| Tennis Masters Cup (0) |
| ATP Masters Series (0) |
| ATP Tour (0)           |
| Challengers (0)        |

### Dobles (1)
| Leyenda                |
| Grand Slam (0)         |
| Tennis Masters Cup (0) |
| ATP Masters Series (0) |
| ATP Tour (0)           |
| Challengers (1)        |

| N.º | Fecha                 | Torneo              | Superficie    | Pareja                       | Oponentes en la final                               | Resultado |
| --- | --------------------- | ------------------- | ------------- | ---------------------------- | --------------------------------------------------- | --------- |
| 1.  | 22 de febrero de 1993 | Viña del Mar, Chile | Tierra batida | Martín Rodríguez (Argentina) | Andrei Merinov (Rusia) / Laurence Tieleman (Italia) | 6-3 7-6   |

### Finalista en dobles (1)
- 1992: Geneva